# はんこたんな
はんこたんなとは、東北地方南部で農作業時に顔に被る布。ハンコタンナ・袢衣手綱。袢衣は袢纏から肌着の意、手綱は、頭巾、鉢巻きの意。顔を覆う為に使用されていた布。江戸時代には今の山形県西部庄内地方で農作業に於いて虫除け、日焼け止めに使われていた。東北地方各地で名称は違うが、同じ様な物は有る。
テレビ東京の連続テレビ時代劇「斬り捨て御免!」第2シリーズ第5話（女呪いの双つぼくろ）で、ダイイング・メッセージや瓦版中の重要なキーワード『江戸の殺人鬼はんこたんな』などとして登場し、奥州地方の虻除けの被り物・覆面であると謎解きされてから、その着け方も披露されている。